# Naniot
De Côte de la Rue Naniot of kortweg Naniot is een 134 meter hoge heuvel in de Belgische Ardennen.
De voet van de Naniot ligt op 40 meter hoogte. De beklimming is 1,2 kilometer lang en heeft een gemiddeld stijgingspercentage van 7,8%, met stukken tot 15%. In totaal worden 94 hoogtemeters afgelegd.
De weg is bekleed met kasseien.
De heuvel maakt deel uit van het parkoers van Luik-Bastenaken-Luik sinds 2016.
Côte de la Roche-en-Ardenne · Côte de Saint-Roch · Côte de Mont-le-Soie · Côte de Wanne · Côte de Stockeu · Côte de la Haute-Levée · Côte du Rosier · Côte du Maquisard · Côte de la Redoute · Côte de Sprimont · Côte des Forges · Côte de la Roche-aux-Faucons

Voormalige beklimmingen: Côte de Ny · Mont-Theux · Côte de la Vecquée · Côte de Colonster · Côte du Sart-Tilman · Côte de Saint-Nicolas · Côte de la Rue Naniot · Ans